# Christopher Operi
Christopher Operi (Abidjan, 29 aprile 1997) è un calciatore ivoriano, difensore dell'İstanbul Başakşehir.

## Carriera

### Club
Cresciuto nel settore giovanile del Caen, dal 2014 al 2017 milita nella seconda squadra nel CFA 2. Con la prima squadra gioca solo una partita, il 26 ottobre 2016, nella sconfitta in trasferta per 4-2 contro il Nancy in Coupe de la Ligue. Nell'estate del 2017 viene acquistato dallo Châteauroux, con cui disputa quattro stagioni nella seconda divisione francese. Il 1º luglio 2021 firma un contratto con il Gent, formazione della massima serie belga.
Dopo un solo anno in Belgio, il 29 giugno 2022 passa a titolo definitivo al Le Havre, militante in Ligue 2, firmando un contratto di un anno con opzione sul secondo.

### Nazionale
Il 7 giugno 2024 esordisce in nazionale maggiore nel successo per 1-0 contro il Gabon.

## Statistiche

### Presenze e reti nei club
Statistiche aggiornate al 21 febbraio 2025.
| Stagione             | Squadra              | Campionato           | Campionato | Campionato | Coppe nazionali | Coppe nazionali | Coppe nazionali | Coppe continentali | Coppe continentali | Coppe continentali | Altre coppe | Altre coppe | Altre coppe | Totale | Totale |
| Stagione             | Squadra              | Comp                 | Pres       | Reti       | Comp            | Pres            | Reti            | Comp               | Pres               | Reti               | Comp        | Pres        | Reti        | Pres   | Reti   |
| -------------------- | -------------------- | -------------------- | ---------- | ---------- | --------------- | --------------- | --------------- | ------------------ | ------------------ | ------------------ | ----------- | ----------- | ----------- | ------ | ------ |
| 2014-2015            | Caen 2               | CFA2                 | 15         | 0          |                 | -               | -               |                    | -                  | -                  |             | -           | -           | 15     | 0      |
| 2015-2016            | Caen 2               | CFA2                 | 11         | 4          |                 | -               | -               |                    | -                  | -                  |             | -           | -           | 11     | 4      |
| 2016-2017            | Caen 2               | CFA2                 | 12         | 0          |                 | -               | -               |                    | -                  | -                  |             | -           | -           | 12     | 0      |
| Totale Caen 2        | Totale Caen 2        | Totale Caen 2        | 38         | 4          |                 | -               | -               |                    | -                  | -                  |             | -           | -           | 38     | 4      |
| ott. 2016            | Caen                 | L1                   | 0          | 0          | CF+CdL          | 0+1             | 0               |                    | -                  | -                  |             | -           | -           | 1      | 0      |
| 2017-2018            | Châteauroux 2        | N3                   | 9          | 0          |                 | -               | -               |                    | -                  | -                  |             | -           | -           | 9      | 0      |
| ago. 2019            | Châteauroux 2        | CFA2                 | 1          | 0          |                 | -               | -               |                    | -                  | -                  |             | -           | -           | 1      | 0      |
| Totale Châteauroux 2 | Totale Châteauroux 2 | Totale Châteauroux 2 | 10         | 0          |                 | -               | -               |                    | -                  | -                  |             | -           | -           | 10     | 0      |
| 2017-2018            | Châteauroux          | L2                   | 2          | 0          | CF+CdL          | 1+0             | 0               |                    | -                  | -                  |             | -           | -           | 3      | 0      |
| 2018-2019            | Châteauroux          | L2                   | 22         | 0          | CF+CdL          | 2+1             | 0               |                    | -                  | -                  |             | -           | -           | 25     | 0      |
| 2019-2020            | Châteauroux          | L2                   | 23         | 2          | CF+CdL          | 1+0             | 0               |                    | -                  | -                  |             | -           | -           | 24     | 2      |
| 2020-2021            | Châteauroux          | L2                   | 26         | 1          | CF              | 1               | 0               |                    | -                  | -                  |             | -           | -           | 27     | 1      |
| Totale Châteauroux   | Totale Châteauroux   | Totale Châteauroux   | 73         | 3          |                 | 6               | 0               |                    | -                  | -                  |             | -           | -           | 79     | 0      |
| 2021-2022            | Gent                 | D1                   | 9+1        | 0          | CB              | 1               | 0               | UECL               | 6                  | 0                  |             | -           | -           | 17     | 0      |
| 2022-2023            | Le Havre             | L2                   | 35         | 2          | CF              | 0               | 0               |                    | -                  | -                  |             | -           | -           | 35     | 2      |
| 2023-2024            | Le Havre             | L1                   | 28         | 3          | CF              | 1               | 0               |                    | -                  | -                  |             | -           | -           | 29     | 3      |
| 2024-gen. 2025       | Le Havre             | L1                   | 13         | 0          | CF              | 1               | 0               |                    | -                  | -                  |             | -           | -           | 14     | 0      |
| Totale Le Havre      | Totale Le Havre      | Totale Le Havre      | 76         | 5          |                 | 2               | 0               |                    | -                  | -                  |             | -           | -           | 78     | 5      |
| gen.-giu. 2025       | İstanbul Başakşehir  | SL                   | 0          | 0          | CT              | 0               | 0               |                    | -                  | -                  |             | -           | -           | 0      | 0      |
| Totale carriera      | Totale carriera      | Totale carriera      | 207        | 12         |                 | 10              | 0               |                    | 6                  | 0                  |             | -           | -           | 223    | 12     |

## Palmarès

### Club

#### Competizioni nazionali
- Coppa del Belgio: 1

Gent: 2021-2022
- Campionato francese di seconda divisione: 1

Le Havre: 2022-2023